# Blues Breakers with Eric Clapton
Blues Breakers with Eric Clapton ist das erste Studioalbum des britischen Bluesmusikers John Mayall. Es erschien 1966 auf dem Decca-Label. Wegen des Beano-Comics, den Eric Clapton auf dem Coverfoto in der Hand hält, ist es auch als Beano-Album bekannt.

## Album-Geschichte
Im Frühjahr 1965 ersetzte Eric Clapton Roger Dean als Gitarrist in der Band des Multiinstrumentalisten John Mayall, nachdem er sich kurz zuvor wegen musikalischer Differenzen von den Yardbirds getrennt hatte. Weitere Bandmitglieder waren zu diesem Zeitpunkt der Bassist John McVie sowie der Schlagzeuger Hughie Flint. In dieser Besetzung traf man sich rund ein Jahr später mit dem Produzenten Mike Vernon, dem späteren Begründer des erfolgreichen britischen Blues-Labels Blue Horizon, dem Toningenieur Gus Dudgeon sowie dem Bariton-Saxophonisten Johnny Almond, dem Tenor-Saxophonisten Alan Skidmore und dem Trompeter Dennis Healey in den Decca-Studios im Londoner Stadtteil West Hampstead, um die zwölf Titel von Blues Breakers with Eric Clapton einzuspielen. Am 22. Juli 1966 erschien das Album in Großbritannien zunächst in einer Mono-Version (LK 4804) und schaffte es innerhalb von nur acht Tagen in die britischen LP-Charts, wo es sich siebzehn Wochen lang hielt und bis auf Platz 6 gelangte. Gleichzeitig kam das Album in den USA sowohl in der Mono- als auch in einer Stereo-Version auf den Markt, während Decca den Stereo-Mix erst im Dezember 1969 auch in Europa zugänglich machte (SKL 4804). Der Versuch, durch Single-Auskopplungen an den überraschenden Erfolg des Albums in Großbritannien anzuknüpfen, erwies sich beiderseits des Atlantiks als Flop. Auch weitere Single-Veröffentlichungen mit Nicht-Album-Titeln, wie das Instrumental Bernard Jenkins oder I’m Your Witchdoctor waren kein Erfolg.
Dem Vernehmen nach gab es bei den Aufnahmesessions erheblichen Diskussionsbedarf, da Clapton nicht bereit war, die Lautstärke seines Verstärkers auf die damals in Plattenstudios übliche Einstellung herunterzufahren. Dass er sich dabei gegen Vernon und Dudgeon durchsetzte, trug nicht unerheblich zum Erfolg der Produktion bei. Denn nur so konnte er in der Kombination seiner Gibson Les Paul mit einem Marshall JTM-45-Kombo jenen durch Röhren-Verzerrung und Sustain gekennzeichneten Sound erzielen, der für die damalige Zeit äußerst modern und satt daherkam und während Claptons Zeit bei Cream als woman tone in die Musikgeschichte einging. Zugleich unterstrich er damit die Bedeutung der elektrischen Gitarre als Solo-Instrument und übte einen nachhaltigen Einfluss auf andere Gitarristen seiner Generation aus, die nun gleichfalls zu Les Pauls und Marshall-Verstärkern griffen. Dass sich Clapton für sein Gesangsdebüt Robert Johnsons Ramblin’ on My Mind  aussuchte, ist auf seine Verehrung für den Delta-Bluesmann zurückzuführen, dem er 2004 das Tributealbum Me and Mr Johnson widmete. Obwohl Clapton ursprünglich das Lied nicht singen wollte, weil er es sich selbst nicht zutraute, schaffte Mayall doch ihn zu überreden, erzählte Clapton in seiner 2007 erschienenen Biografie. Claptons Kooperation mit John Mayall sollte noch im selben Jahr zu Ende gehen. Mayall musste aus einem Artikel im Melody Maker von der Gründung der Supergroup Cream erfahren. Bei Mayall hatte Clapton Jack Bruce kennengelernt, der kurzzeitig John McVie ersetzte, den Mayall wegen übermäßigen Alkoholkonsums aus der Band geworfen hatte. Als Bruce zu Manfred Mann wechselte, holte Mayall McVie zurück.
Blues Breakers with Eric Clapton hatte erheblichen Anteil am europäischen Blues-Boom der 1960er-Jahre und unterstrich Mayalls Ruf als „Vater des britischen Blues“, aus dessen ständig wechselnden Bluesbreakers-Formationen fortan immer wieder exzellente Musiker hervorgehen sollten. Dass auch diese LP den Grundstein für die Karriere zweier seiner Mitstreiter weit über die Blues-Szene hinaus legen würde, ahnten zu diesem Zeitpunkt allerdings nur wenige. Einer von diesen war Decca-Mann und Bluesfan Neil Slaven, der bereits damals Eric Clapton eine große Zukunft voraussagte. Aber auch der Bassist John McVie blieb noch für zwei weitere Alben u. a. mit Peter Green, der Clapton nach dessen Weggang zu Cream ersetzte. Green hatte auch schon 1965 während Claptons Griechenland-Tournee mit The Glands bei den Bluesbreakers gespielt. Später brachte er es als Mitbegründer von Fleetwood Mac zu Weltruhm. Hughie Flint wurde mit seiner Band McGuinness Flint durch die Single When I’m Dead and Gone berühmt. Nachdem er 1979 noch zur Urbesetzung der Blues Band gehört hatte, zog er sich knapp drei Jahre später aus dem Musikleben zurück.

## Live
Ursprünglich war, wie schon das Vorgängeralbum, auch ein Livealbum geplant, da die Bluesbreakers damals eine der besten Livebands in London waren, was auch zu den Clapton is God-Graffiti führte. Das Vorhaben wurde nicht durchgeführt, doch es existieren vereinzelte, unter Sammlern sehr begehrte Livemitschnitte der Bluesbreakers aus dieser Zeit:
- BBC Saturday Club vom 26. April 1965, mit den Titeln:

1. Crawling Up a Hill (John Mayall)
2. Crocodile Walk (John Mayall)
3. Bye Bye Bird (Sonny Boy Williamson, Willie Dixon)

- BBC Saturday Club vom 25. Oktober 1965, mit den Titeln:

1. Cheatin’ Woman (John Mayall)
2. Nowhere to Turn (John Mayall)
3. I’m Your Witchdoctor (John Mayall)

- Ein Auftritt im Flamingo Club vom 17. März 1966 (mit Jack Bruce am Bass), mit den Titeln:

1. Maudie
2. It Hurts to Be in Love (Willie Dixon, Rudolph Toombs)
3. Have You Ever Loved a Woman (Billy Myles)
4. Bye Bye Bird (Sonny Boy Williamson, Willie Dixon)
5. Hoochie Coochie Man (Willie Dixon)
6. Stormy Monday Blues

- BBC Saturday Club vom 19. März 1966, mit den Titeln:

1. On Top of the World (John Mayall)
2. Key to Love (John Mayall)
3. Hideaway (Instrumental) (Freddie King, Sonny Thompson)
4. Little Girl (John Mayall)
5. Tears in My Eyes
6. Parchman Farm (Mose Allison)

- Ein Auftritt in der 34. Folge der TV-Sendung Ready Steady Go! als Begleitband von T-Bone Walker, der aber bis heute nicht veröffentlicht wurde.

## Titelliste
Seite 1
1. All Your Love (Otis Rush) – 3:33
2. Hideaway (Freddie King/Sonny Thompson) – 3:13
3. Little Girl (John Mayall) – 2:32
4. Another Man (arr. John Mayall) – 1:44
5. Double Crossin’ Time (John Mayall/Eric Clapton) – 3:00
6. What’d I Say (Ray Charles) – 4:25

Seite 2
1. Key to Love (John Mayall) – 2:04
2. Parchman Farm (Mose Allison) – 2:19
3. Have You Heard (John Mayall) – 5:52
4. Ramblin’ on My Mind (Robert Johnson/Trad. arr. John Mayall) – 3:05
5. Steppin’ Out (James Bracken) – 2:26
6. It Ain’t Right (Walter Jacobs) – 2:38

## Bonustracks 2006
Singles, BBC ‘Saturday Club’ Sessions und Liveaufnahmen aus dem Flamingo Club, London:
1. Crawling up a Hill (John Mayall) – 2:08
2. Crocodile Walk (John Mayall) – 2:23
3. Bye Bye Bird (Sonny Boy Williamson, Willie Dixon) – 2:49
4. I’m Your Witchdoctor (John Mayall) – 2:11
5. Telephone Blues (John Mayall) – 3:57
6. Bernard Jenkins (Eric Clapton) – 3:49
7. Lonely Years (John Mayall) – 3:19
8. Cheatin’ Woman (John Mayall) – 2:03
9. Nowhere to Turn (John Mayall) – 1:42
10. I’m Your Witchdoctor (John Mayall) – 2:10
11. On Top of the World (Stereo mix) (John Mayall) – 2:34
12. Key to Love (John Mayall) – 2:02
13. On Top of the World (John Mayall) – 2:34
14. They Call It Stormy Monday (T-Bone Walker) – 4:35
15. Intro into Maudie (John Lee Hooker, John Mayall) – 2:27
16. It Hurts to Be in Love (Willie Dixon, Rudolph Toombs) – 3:22
17. Have You Ever Loved a Woman (Billy Myles) – 6:44
18. Bye Bye Bird (Sonny Boy Williamson, Willie Dixon) – 3:51
19. Hoochie Coochie Man (Willie Dixon) – 3:53

## Erfolge
| Land                   | Platz |
| ---------------------- | ----- |
| Vereinigtes Königreich | 6     |

## Mitwirkende
- John Mayall – Gesang, Orgel, Klavier, Mundharmonika
- Eric Clapton – Gitarre, Gesang (Track 10)
- John McVie – Bass
- Hughie Flint – Schlagzeug
- Johnny Almond – Bariton-Saxofon (Tracks 5, 7, 9, 11)
- Alan Skidmore – Tenor-Saxofon (Tracks 7, 9, 11)
- Dennis Healey – Trompete (Tracks 7, 9, 11)